# Alexander Kačaniklić
Alexander "Alex" Kačaniklić (født 13. august 1991 i Helsingborg, Sverige) er en svensk fodboldspiller, der spiller for FC Nantes i den franske League 1. Han har tidligere spillet for Fulham i den engelske Premier League og for danske F.C. København i efterårssæsonen 2014 på en lejeaftale fra Fulham. Han kom til Fulham fra Liverpool i 2010 efter en periode som ungdomsspiller.

## Karriere

### Ungdom
Alexander Kačaniklić skiftede i sommeren 2007 fra sin barndomsklub Helsingborgs IF til engelske Liverpool.

### Fulham
Alexander Kačaniklić formåede ikke at få sin debut for Liverpool og skiftede tre år senere til Fulham i august 2010 sammen med sin finske holdkammerat Lauri Dalla Valle. Begge var en del af Paul Koncheskys skifte til Liverpool, som dermed blev genforenet med sin tidligere manager Roy Hodgson.

### Watford
Den 30. januar 2012 blev Kačaniklić udlejet til den engelske Championship-klub Watford. Her fik han sit senior-gennembrud, og efter et succesfuldt lejemål blev svenskeren kaldt tilbage til Fulham den 27. marts 2012.

### Retur til Fulham
Bare tre dage efter Kačaniklićs retur til Fulham fik han sin Premier League-debut, da han afløste en skadet Pavel Pogrebnjak mod Norwich. I samme kamp var Kačaniklić tæt på at score sit første mål for klubben, da en hård afslutning fra svenskeren blev pareret på overliggeren af Norwich-keeper John Ruddy.

### FC København
Den 1. september 2014 offentliggjorde flere kilder, at Kačaniklić ville skifte til FCK på en 1-årig lejeaftale. Det blev til en halvårlig aftale og Kačaniklić opnåede en række kampe for FCK i efteråret 2014 inden han vendte tilbage til Fulham ved lejemålets ophør. 

### Landshold
Kačaniklić har (pr. 15. oktober 2013) spillet 14 kampe og scoret 3 mål for Sveriges landshold. Han debuterede den 12. oktober 2012 i en kamp imod Færøerne i VM Kvalifikation. Han blev skiftet ind i 62' minut, og bare 3 minutter senere, scorer han sit første mål og udligner til 1-1.
Kačaniklić har også repræsenteret sit land på U17 og U19 landsholdene.